# Casetón

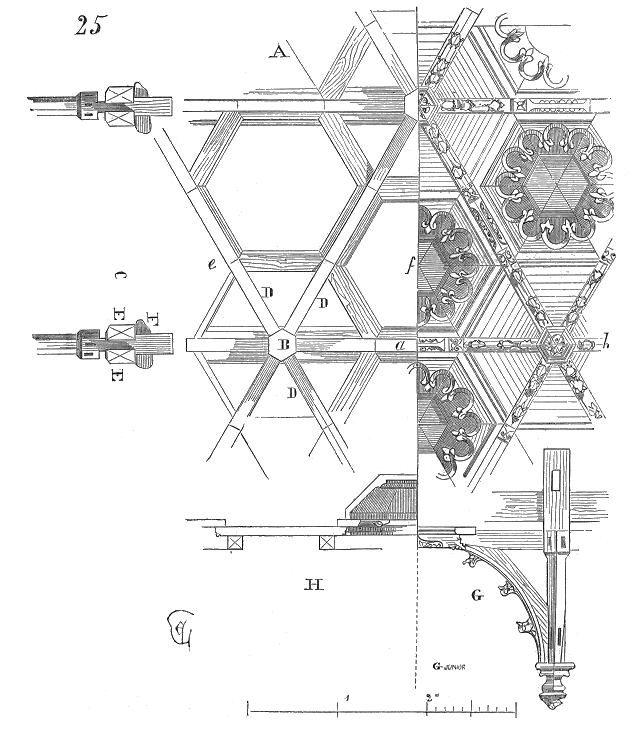
Casetón en el Diccionario razonado de la arquitectura francesa de los siglos XI al XVI (1856)

Casetón o, a veces, caseto (del latín capsa, 'arcón', 'cajón') es un término arquitectónico que designa cada uno de los adornos huecos geométricos (como cuadrados, rectángulos u octógonos) que se disponen en forma regular (parecido a un tablero de ajedrez) en un techo o en el interior de una bóveda.
Es una técnica ya utilizada en la antigüedad clásica: un ejemplo típico se da en el Panteón de Agripa o la Basílica de Majencio. Posteriormente, se puso de nuevo de moda, principalmente, durante el Renacimiento y el Barroco y más tarde en el Neoclasicismo.
Observando un techo o una cúpula que contiene casetones, a menudo da la impresión que está atravesado por vigas o molduras que se entrecruzan en las esquinas.
Esta estructura no solo está justificada por razones estéticas, sino que los casetones pueden utilizarse además para reducir el peso de una cúpula, como en el caso del Panteón de Roma. Los casetones suelen estar decorados por ejemplo con típicos rosetones e incluso pintados como trampantojos.
En la construcción moderna se les llama casetones a las piezas, de forma cúbica o prismática rectangular, que sirven a manera de encofrado o cimbra para dar forma a las losas reticulares, o forjados bidireccionales.

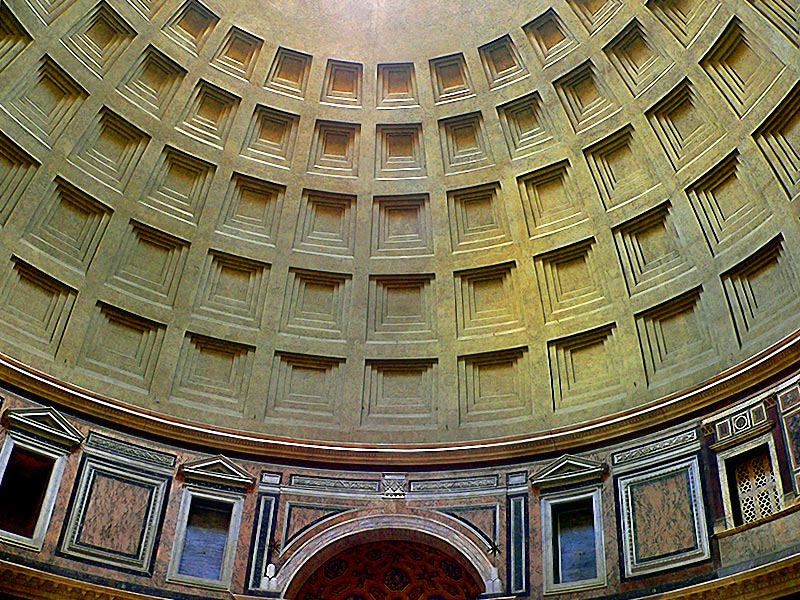
Cúpula del Panteón de Agripa decorada con cinco filas de casetones
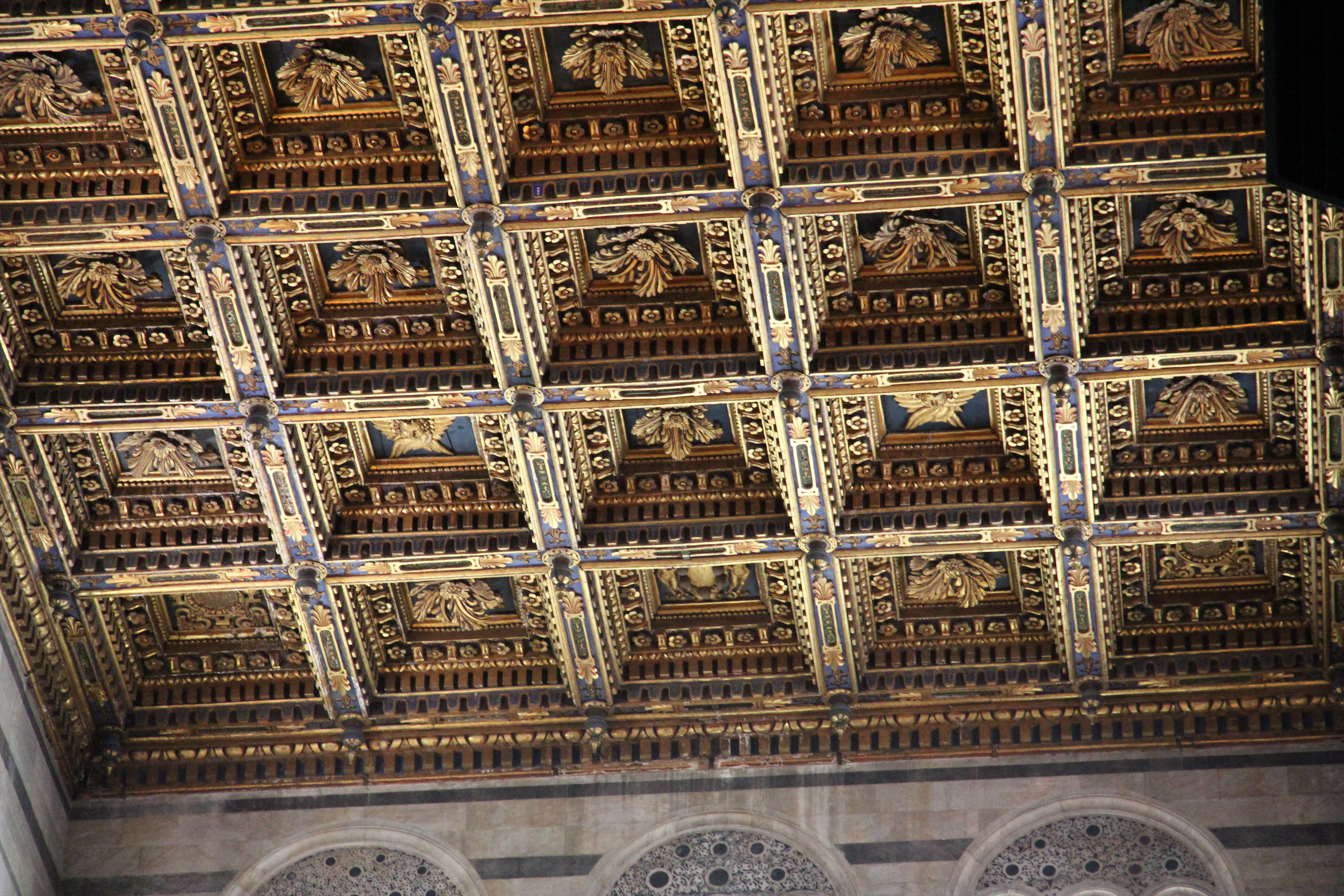
Casetones en el techo de la catedral de Pisa
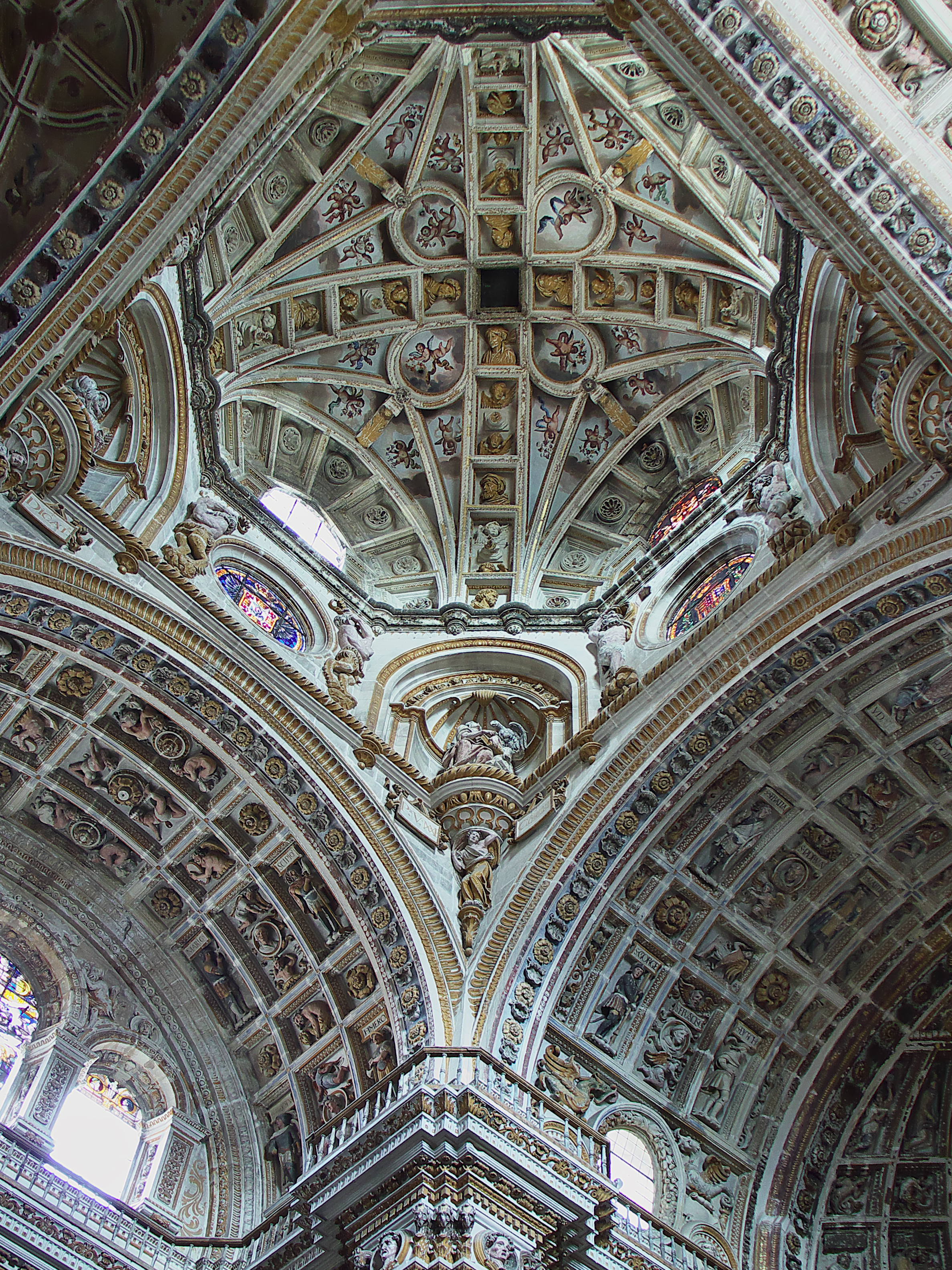
Monasterio de San Jerónimo en Granada